# گابور چاپو
گابور چاپو (انگلیسی: Gábor Csapó؛ زادهٔ ۲۰ سپتامبر ۱۹۵۰) بازیکن واترپلو اهل مجارستان بود.